# Saison 2022-2023 du Sporting Club de Bastia
Maillots
Dernière mise à jour : 28 février 2023.
Chronologie
Saison précédente Saison suivante
La saison 2022-2023 du Sporting Club bastiais est la dix-neuvième saison du club corse de football en Ligue 2, la deuxième division française de football.

## Saison 2022-2023

### Ligue 2

#### Classement
| Rang | Équipe                  | Pts | J  | G  | N  | P  | Bp | Bc | Diff | Promotion ou relégation |
| ---- | ----------------------- | --- | -- | -- | -- | -- | -- | -- | ---- | ----------------------- |
| 2    | FC Metz R               | 72  | 38 | 20 | 12 | 6  | 61 | 33 | +28  | Promotion en Ligue 1    |
| 3    | Girondins de Bordeaux R | 69  | 38 | 20 | 9  | 9  | 51 | 28 | +23  |                         |
| 4    | SC Bastia               | 60  | 38 | 17 | 9  | 12 | 52 | 45 | +7   |                         |
| 5    | SM Caen                 | 59  | 38 | 16 | 11 | 11 | 52 | 43 | +9   |                         |
| 6    | EA Guingamp             | 55  | 38 | 15 | 10 | 13 | 51 | 46 | +5   |                         |